# MF Bunko J
MF Bunko J (MF文庫J) é uma marca de light novels da editora japonesa Media Factory. Foi criada em julho de 2002 e suas publicações são destinadas a garotos adolescentes, tendo como foco visual novels e comédias românticas no estilo harém.

## Títulos publicados

### 0-9
| Título                        | Autor          | Ilustrador | Nº de volumes |
| ----------------------------- | -------------- | ---------- | ------------- |
| 101 Banme no Hyaku Monogatari | Kenji Saitō    | Ryohka     | 8             |
| 0416 & 0417                   | Mariko Shimizu | toi8       | 2             |

### A
| Título                         | Autor               | Ilustrador    | Nº de volumes |
| ------------------------------ | ------------------- | ------------- | ------------- |
| Absolute Duo                   | Takumi Hiiragiboshi | Yuu Asaba     | 4             |
| Amakawa Amane no Hitei Kōshiki | Tetsu Haruma        | Kanae Hontani | 4             |
| Aoba-kun to Uchū-jin           | Shūmei Matsuno      | Chōniku       | 3             |
| Arase Haruka, Yōsha Nashi!     | Masato Kumagai      | Sakana        | 3             |
| Astronoto!                     | Chūgaku Akamatsu    | bomi          | 3             |
| Asobi ni Ikuyo!                | Okina Kamino        | Hōden Eizō    | 18            |
| Avalon                         | Mamoru Oshii        | toi8          | 1             |

### B
| Título                       | Autor         | Ilustrador      | Nº de volumes |
| ---------------------------- | ------------- | --------------- | ------------- |
| Baroque K/Night              | Tetsu Haruma  | Kanae Hontani   | 2             |
| Boku wa Tomodachi ga Sukunai | Hirasaka Yomi | Buriki          | 8             |
| Brigandine in the Wind       | Takeru Koyama | Hinata Katagiri | 2             |

### C
| Título                            | Autor          | Ilustrador      | Nº de volumes |
| --------------------------------- | -------------- | --------------- | ------------- |
| Cat Tail Output!                  | Okina Kamino   | Nishida         | 4             |
| Chocotto Sister: Four seasons     | Gō Zappa       | Sakura Takeuchi | 1             |
| Chi wo kakeru Niji                | Ren'ichi Nanai | Rui Hikarizaki  | 1             |
| Culdcept Sōden: Storm Bring World | Tō Ubukata     | Koban Sameda    | 2             |
| Current Tale                      | Shirou Yayoi   | Ayumu Motoi     | 2             |

### D
| Título           | Autor         | Ilustrador          | Nº de volumes |
| ---------------- | ------------- | ------------------- | ------------- |
| Divergence Eve   | Tōru Nozaki   | Toshinari Yamashita | 3             |
| Dragonar Academy | Shiki Mizuchi | Kohada Shimesaba    | 14            |

### F
| Título                      | Autor         | Ilustrador         | Nº de volumes |
| --------------------------- | ------------- | ------------------ | ------------- |
| Final Seeker - Rescue Wings | Issui Ogawa   | Nanashiki Yamamoto | 1             |
| Fushigi Tsukai              | Shin'ya Kasai | URA                | 2             |
| Fūsui Gakuen                | Natsumidori   | Nagira             | 8 2           |
| Fūsui Shōjo                 | Natsumidori   | Sunao Minakata     | 3             |

### G
| Título                                | Autor               | Ilustrador                | Nº de volumes |
| ------------------------------------- | ------------------- | ------------------------- | ------------- |
| Gad Guard                             | Kyōhei Umoto        | Yoshitsune Izuna          | 4             |
| Gakusen Toshi Asterisk                | Yuu Miyazaki        | Okiura                    | 5             |
| Galgo!!!!!                            | Tomoyasu Higa       | Kei Kawahara              | 2             |
| Gankutsuou: The Count of Monte Cristo | Shūichi Kamiyama    | Hidenori Matsubara et al. | 3             |
| Gindan no Gunswordia                  | Yukiya Murasaki     | Takahiro Tsurusaki        | 3             |
| Godannar                              | Kyōhei Umoto        | Takahiro Kimura et al.    | 4             |
| Golem Girls                           | Tomokazu Ōkubo      | KEI                       | 2             |
| Gravion Zwei                          | Fumihiko Shimo      | Takehiro Miura et al.     | 2             |
| Green Green                           | Yoshikazu Kuwashima | Kurotama Shōkai           | 3             |
| Gun Princess                          | Madoka Takatono     | Katsumi Enami             | 8             |

### H
| Título                       | Autor            | Ilustrador           | Nº de volumes |
| ---------------------------- | ---------------- | -------------------- | ------------- |
| Haunted!                     | Yomi Hirasaka    | Yū Katase            | 4             |
| Hidan no Aria                | Chūgaku Akamatsu | Kobuichi             | 14            |
| Hitokakera                   | Nako Hoshiie     | Warawara Fujiwara    | 1             |
| Himemiya-san no Naka no Hito | Sōhei Tsukimi    | Ein                  | 3             |
| Hōkago Login                 | Sow Kamishiro    | Mikako Mikaki        | 3             |
| Holy Maiden                  | Jun Hashimoto    | Chiyoko              | 2             |
| Hrasvelgr Exceed             | Misou Nanau      | Masato Mutsumi       | 4             |
| Hybrid Gakuen                | Oda Kyōdai       | Renga Atsushi Suzumi | 3             |

### I
| Título           | Autor          | Ilustrador | Nº de volumes |
| ---------------- | -------------- | ---------- | ------------- |
| Iconoclast!      | Ichirō Sakaki  | kyō        | 10            |
| Iōjima Gakuen    | Akira Suzuki   | Jiji       | 4             |
| Infinite Stratos | Izuru Yumizuru | Okiura     | 11            |

### J
| Título                | Autor           | Ilustrador   | Nº de volumes |
| --------------------- | --------------- | ------------ | ------------- |
| Jōtō                  | Isao Miura      | Runa         | 8             |
| Junk Force            | Hideki Kakinuma | Eiji Komatsu | 5             |
| Junk Force: from Mars | Hideki Kakinuma | Bijin Happō  | 2             |

### K
| Título                             | Autor                           | Ilustrador               | Nº de volumes |
| ---------------------------------- | ------------------------------- | ------------------------ | ------------- |
| Kage Kara Mamoru!                  | Tarō Achi                       | Sai Madara               | 12            |
| Kamisama Kazoku                    | Yoshikazu Kuwashima             | Suzuhito Yasuda          | 8 1           |
| Kamisama no Okiniiri               | Yasujirō Uchiyama               | Taketo Sanada            | 4             |
| Kämpfer                            | Toshihiko Tsukiji               | Senmu                    | 15            |
| Kana                               | Tōru Tamegai                    | Sōshi Hirose             | 1             |
| Kannōsha Saki: Net stalker no Wana | Oda Kyōdai                      | Hideyuki Takenami        | 1             |
| Kanojo wa Missile                  | Kō Sudō                         | Ryūsuke Hamamoto         | 1             |
| Kanokon                            | Katsumi Nishino                 | Koin                     | 14            |
| Kasou Ryouiki no Elysion           | Kazuma Jouchi                   | nauribon                 | 1             |
| Kaze no Kishi Hime                 | Noboru Yamaguchi                | Eiji Usatsuka            | 2             |
| Kenshin no Keishōsha               | Yū Kagami                       | Mikeō                    | 7             |
| Kimi ga Nozomu Eien                | Kenji Nojima                    | Yōko Kikuchi             | 3             |
| Kiraho Sakurano                    | Sōhei Tsukimi                   | Nagare Yūryū             | 3             |
| Kudan no Hanashi wo Shimashōka     | Yasujirō Uchiyama               | Asami                    | 1             |
| Kujibiki Unbalance                 | Michiko Yokote Tatsuya Hamazaki | Keito Koume Kengō Yakumo | 3 2           |
| Kurau Phantom Memory               | Hiroshi Tominaga                | Tomomi Ozaki & toi8      | 2             |
| Kurayami ni Yagi wo sagashite      | Masaya Hoshika                  | Sikorsky                 | 3             |
| Kuro no Strika                     | Ao Jyumonji                     | Suzuri                   | 5             |
| Kurukuru Real                      | Naoko Haneda                    | x6suke                   | 1             |
| Kyū-Kyū Cute!                      | Kenji Nojima                    | Kurihito Mutō            | 14            |

### L
| Título                   | Autor         | Ilustrador   | Nº de volumes |
| ------------------------ | ------------- | ------------ | ------------- |
| Limitress!               | Kō Sudō       | Yayoi Hizuki | 3             |
| Locksmith Karna no Bōken | Sōhei Tsukimi | Ginpachi     | 4             |

### M
| Título                          | Autor               | Ilustrador     | Nº de volumes |
| ------------------------------- | ------------------- | -------------- | ------------- |
| Majo no Seitokaichō             | Akira               | Atsushi Suzumi | 2             |
| Madan no Ō to Vanadis           | Tsukasa Kawaguchi   | Yoshi☆o        | 8             |
| Mage Oblige                     | Yasujirou Uchiyama  | Suzuri         | 1             |
| Magical Warfare                 | Hisashi Suzuki      | Lia Luna       | 6             |
| Majo Rumika no Akai ito         | Hajime Taguchi      | Kazuoki        | 2             |
| Meiyaku no Leviathan            | Jō Taketsuki        | Yūji Nimura    | 2             |
| Mikagura Gakuen Kumikyoku       | Last Note.          | Akina          | 3             |
| Minami-Aoyama Shōjo Book Center | Yoshikazu Kuwashima | Shichimi Koshō | 2             |
| Minikui Ahiru no Koi            | Akira               | Akemi Mikoto   | 4             |
| MM!                             | Shūmei Matsuno      | QP: flapper    | 10            |
| Monocheros no Majō wa ugatsu    | Kōhei Ito           | Mishima        | 3             |
| Mushi to Medama                 | Akira               | Mausu Mitsuki  | 6             |

### N
| Título                                  | Autor                        | Ilustrador         | Nº de volumes |
| --------------------------------------- | ---------------------------- | ------------------ | ------------- |
| Nagisa Fortissimo                       | Kaya kizaki                  | Kasumi Kirino      | 5             |
| Nanahon Ude no Jessica                  | Kō Kimura                    | Kazuyuki Yoshizumi | 1             |
| Nanaya Monogatari: DT ibun              | Masaki Wachi                 | Jinroku            | 1             |
| Nekura Shōjo wa Kuromahō de Koi wo suru | Masato Kumagai               | Elet               | 5             |
| Necroma.                                | Yomi Hirasaka                | Jirō               | 3             |
| Nepenthes                               | Mariko Shimizu               | toi8               | 1             |
| Noein                                   | Miya Asakawa                 | Fumio Matsumoto    | 1             |
| No Game No Life                         | Yū Kamiya                    | Yū Kamiya          | 10            |
| Nurse Witch Komugi                      | Ichirō Sakaki Shinobu Takeno | Akio Watanabe      | 2             |

### O
| Título                                        | Autor          | Ilustrador     | Nº de volumes |
| --------------------------------------------- | -------------- | -------------- | ------------- |
| Ohkoku kara kita Shōnen                       | Okina Kamino   | Mattaku Mōsuke | 1             |
| Onegai Dakara, Ato Gofun!                     | Kyōsuke Sakai  | Ao Kimishima   | 3             |
| Onii-chan dakedo Ai sae Areba Kankei Naiyone! | Suzuki Daisuke | Uruu Gekka     | 6             |
| Origin: Spirits of the Past                   | Kyōhei Umoto   | Kōji Ogata     | 1             |

### P
| Título               | Autor           | Ilustrador           | Nº de volumes |
| -------------------- | --------------- | -------------------- | ------------- |
| Paracelsus no Musume | Yū Godai        | Mel Kishida          | 7             |
| Part Time Princess   | Sō Kamishiro    | Shūtarō Yamada       | 3             |
| PiPit!!              | Masaki Wachi    | Yūsuke Shiba         | 2             |
| Piyo Piyo Kingdom    | Kō Kimura       | Miho Takeoka         | 3             |
| Princess Maker 4     | Akira Suzuki    | Naoto Tenhiro et al. | 1             |
| Project Minerva      | Hiroya Moriyasu | Itokatsu             | 1             |
| Puipui!              | Natsu Midori    | Namori               | 10            |

### R
| Título    | Autor         | Ilustrador     | Nº de volumes |
| --------- | ------------- | -------------- | ------------- |
| RahXephon | Hiroshi Ōnogi | Akihiro Yamada | 6             |

### S
| Título                                     | Autor          | Ilustrador               | Nº de volumes |
| ------------------------------------------ | -------------- | ------------------------ | ------------- |
| Saishū Agent Chikaru                       | Jun'ichi Ōsako | Rei                      | 1             |
| Sanzensekai no Maō-sama                    | Hiroyuki Ao    | Tsubame Nozomi           | 2             |
| Seiken no Blacksmith                       | Isao Miura     | Runa                     | 10            |
| Seirei Tsukai no Blade Dance               | Yū Shimizu     | Hanpen Sakura            | 12            |
| Sekai ga owaru Basho e Kimi wo tsurete iku | Shin'ya Kasai  | Osamu Oya                | 1             |
| Sekai saidai no Kobito                     | Naoko Haneda   | Sunaho Yobe              | 2             |
| Sendō war: Sekai wo uchikudaku mono        | Kenji Ōbayashi | Haru Wamusato            | 1             |
| Shiinamachi-senpai no Anzenbi              | Kenji Saitō    | Carnelian                | 3             |
| Shitsuji na Shitsuji to Testament          | Tetsurō Mikado | Yuki Takano              | 3             |
| Shūen no Shiori                            | Suzumu         | Komine, Saine            | 2             |
| Sōkyū no Megami                            | Akira Suzuki   | Ganpon                   | 2             |
| Sora ni Usagi ga noboru koro               | yomi Hirasaka  | Hiromu Minato            | 4             |
| Sora to Tsuki no Oh                        | Kei Shimojima  | Ginka                    | 2             |
| Spiritual: Hatarakazaru mono Kū bekarazu   | Yoshiki Hiraya | Kashimami                | 1             |
| Stratos 4                                  | Takeshi Mori   | Noriyasu Yamauchi et al. | 4             |

### T
| Título                             | Autor            | Ilustrador             | Nº de volumes |
| ---------------------------------- | ---------------- | ---------------------- | ------------- |
| Tenbatsu! Angel Rabbie             | Mitsuhiro Yamada | Chisato Naruse         | 1             |
| The King of Braves GaoGaiGar Final | Yūichirō Takeda  | Takahiro Kimura et al. | 2             |
| The SoulTaker                      | Masaki Wachi     | Akio Watanabe et al.   | 2             |
| Tori wa Tori de aru tameni         | Kenji Nojima     | Oxijiyen               | 4             |
| Tsubasa                            | Shunpei Asō      | Kaori Fujita           | 3             |
| Tsurugi no Joō to Rakuin no Ko     | Hikaru Sugii     | Yuni                   | 8             |

### U
| Título                   | Autor                 | Ilustrador | Nº de volumes |
| ------------------------ | --------------------- | ---------- | ------------- |
| UFO Ultramaiden Valkyrie | Tasuku Saiga Kaishaku | Maki Fujii | 4             |
| Uso                      | Mariko Shimizu        | toi8       | 3             |

### V
| Título                   | Autor                   | Ilustrador  | Nº de volumes |
| ------------------------ | ----------------------- | ----------- | ------------- |
| Voices of a Distant Star | Waku Ōba Makoto Shinkai | Kō Yaginuma | 1             |

### W
| Título        | Autor       | Ilustrador | Nº de volumes |
| ------------- | ----------- | ---------- | ------------- |
| Wandaba Style | Kōichi Taki | GotoP      | 1             |

### Y
| Título                   | Autor            | Ilustrador | Nº de volumes |
| ------------------------ | ---------------- | ---------- | ------------- |
| Yūkyū Tenbōdai no Kai    | Katsuya Sayazuka | Yasu       | 1             |
| Yōryoku Senkan Terrarium | Natsumidori      | Okama      | 3             |

### Z
| Título                                    | Autor            | Ilustrador    | Nº de volumes |
| ----------------------------------------- | ---------------- | ------------- | ------------- |
| Zero no Tsukaima                          | Noboru Yamaguchi | Eiji Usatsuka | 20            |
| Zero no Tsukaima Gaiden: Tabitha no Bōken | Noboru Yamaguchi | Eiji Usatsuka | 3             |